# 朱凤美
朱凤美（1895年11月29日—1970年6月11日），男，江苏宜兴人，中国植物病理学家、菌物学家，曾任第三届全国人大代表。